# Миљан Радовић (политичар)
Миљан Радовић (Жирци, код Колашина, 25. септембар 1933 — Београд, 15. јун 2015) био је економиста и друштвено-политички радник СФР Југославије и СР Црне Горе.

## Биографија
Рођен је 25. септембра 1933. године у Жирцима код Колашина. Завршио је Економски факултет у Београду и магистрирао. Члан Комунистичке партије Југославије постао је 1951. године.
Био је секретар СК факултетског комитета, члан Универзитетског комитета СК Београда, члан Секретаријата Централног комитета СК Црне Горе, виши предавач на Економском факултету у Титограду и остало.
Био је члан Централног комитета СКЈ од 1982. и председник Извршног комитета ЦК СК Црне Горе од маја 1986. до 11. јануара 1989. године.